# Гелдермалсен
Гелдермалсен (нидерл. Geldermalsen) — город и община в Нидерландах в провинции Гелдерланд.

## История
Община была создана 1 января 1978 года путём объединения прежних общин Бесд, Бюрмалсен, Дейл и Гелдермалсен.

## Состав общины
В состав общины входят следующие населённые пункты:
- Гелдермалсен
- Акквой
- Бесд
- Бюрмалсен
- Дейл
- Энспейк
- Гелликюм
- Метерен
- Реной
- Рюмпт
- Трихт

## Знаменитые уроженцы
- Корнелий Янсений — епископ, основатель янсенизма.
- Эрик Питерс — футболист